# Giuseppe Archinto, VI marchese di Parona
Giuseppe Archinto, VI marchese di Parona e VII conte di Tainate (Cremona, 14 settembre 1783 – Milano, 16 gennaio 1861), è stato un nobile e politico italiano.

## Biografia
Nato a Cremona il 14 settembre 1783, Giuseppe Archinto si spostò a Milano  nel 1804 a seguito della morte del cugino del padre, Carlo Archinto, IV marchese di Parona. Il marchese infatti, non avendo avuto eredi, decise di nominare il padre di Giuseppe e Giuseppe stesso  quali suoi successori.
Nel 1811 venne nominato da Napoleone Bonaparte nel ruolo di ciambellano del Regno d'Italia, con la concessione della gran croce dell'Ordine della Corona ferrea e il titolo di conte (dopo l'abolizione dei titoli nobiliari ordinari). Con la restaurazione austriaca, pur avendo servito fedelmente il Bonaparte, la lunga fedeltà della sua famiglia agli Asburgo lo salvò da possibili sanzioni che ne avrebbero decretato la rovina, e riottenne i propri titoli ed onori. Nel 1825, Giuseppe vendette il vecchio palazzo Archinto di via Olmetto a Giuseppe Tirelli. Fu patrono del compositore tedesco Peter Hänsel che gli dedicò tre quartetti per due violini, viola e violoncello (op.36) editi a Milano da Luigi Scotti.
Nel 1833-1837 fece costruire a Milano un nuovo lussuoso palazzo di rappresentanza in via Passione progettato dell'architetto Gaetano Besia. La costruzione era ispirata alle linee del classicismo milanese di fine Settecento, mentre  la progettazione degli interni fu affidata al decoratore parigino Nicholas-Auguste Thumeloup che fece realizzare la maggior parte degli ornati a Parigi per poi farli pervenire a Milano. Nel palazzo, l'Archinto raccolse la propria preziosa collezione di cammei e di altri oggetti preziosi, ma tra la realizzazione del progetto e le altre sue passioni finì ben presto sull'orlo del dissesto finanziario.
Nel 1857, l'imperatore Francesco Giuseppe d'Austria, del quale era consigliere intimo, lo inviò, ormai anziano, come legato imperiale alla corte di Bruxelles per chiedere la mano della principessa Carlotta del Belgio per conto dell'arciduca Massimiliano suo fratello, futuro imperatore del Messico. Al suo ritorno a Milano ottenne le insegne del Toson d'oro, la massima onorificenza imperiale.
Morì a Milano il 16 gennaio 1861. Alla sua morte gli eredi, per ripagare i debiti da lui lasciati, furono costretti a vendere il palazzo e buona parte della sua biblioteca e della sua collezione d'arte in due grandi aste che si tennero a Parigi nel 1863 e a Milano nel 1864.

## Matrimonio e figli
Giuseppe Archinto sposò nel 1819 la marchesa Cristina Trivulzio, cugina di Giorgio Pallavicino Trivulzio, noto rivoluzionario, e figlia del marchese Gian Giacomo Trivulzio, VI marchese di Sesto Ulteriano e di sua moglie, Beatrice Serbelloni. La coppia ebbe i seguenti figli:
- Luigi Archinto (1821-1899), VII marchese di Parona, sposò il 4 giugno 1860 a Milano la nobildonna Giulia Gargantini (1839-1913)
- Maria Beatrice (1822-1899), sposò il 1º maggio 1843 a Milano il principe Emilio Altieri, VII principe di Oriolo (1819-1900)

## Araldica
| Stemma | Descrizione                                                      | Blasonatura                                                                                             |
|        | Giuseppe Archinto Marchese di Parona (1821-1861)                 | Palato d'oro e di verde. Ornamenti esteriori da marchese, grande di Spagna e cavaliere del Toson d'oro. |
| \| \|  | Giuseppe Annoni Conte del Regno napoleonico d'Italia (1811-1815) | Palato d'oro e di verde. Ornamenti esteriori da conte del Regno napoleonico d'Italia.                   |
|        |                                                                  | |

## Ascendenza
|                                            |                                               |                               | Genitori                               |  |  | Nonni |  |  | Bisnonni                              |  |  | Trisnonni                              |  |
|                                            |                                               |                               |                                        |  |  |       |  |  | Carlo Archinto, II marchese di Parona |  |  | Filippo Archinto, I marchese di Parona |  |
|                                            |                                               |                               |                                        |  |  |       |  |  | Carlo Archinto, II marchese di Parona |  |  | Filippo Archinto, I marchese di Parona |  |
|                                            |                                               | Camilla Stampa                |                                        |  |  |       |  |  | Carlo Archinto, II marchese di Parona |  |  |                                        |  |
| Giuseppe Archinto, consignore di Albizzate |                                               |                               |                                        |  |  |       |  |  | Carlo Archinto, II marchese di Parona |  |  |                                        |  |
|                                            |                                               | Giulia Barbiano di Belgioioso | Alberico Barbiano, conte di Belgioioso |  |  |       |  |  |                                       |  |  |                                        |  |
|                                            |                                               | Giulia Barbiano di Belgioioso | Alberico Barbiano, conte di Belgioioso |  |  |       |  |  |                                       |  |  |                                        |  |
|                                            |                                               | Giulia Barbiano di Belgioioso | Maria Landriani                        |  |  |       |  |  |                                       |  |  |                                        |  |
| Luigi Archinto, V marchese di Parona       |                                               | Giulia Barbiano di Belgioioso |                                        |  |  |       |  |  |                                       |  |  |                                        |  |
|                                            |                                               | John Barret                   |                                        |  |  |       |  |  |                                       |  |  |                                        |  |
|                                            |                                               |                               |                                        |  |  |       |  |  |                                       |  |  |                                        |  |
|                                            |                                               |                               |                                        |  |  |       |  |  |                                       |  |  |                                        |  |
| Joan Barret                                |                                               |                               |                                        |  |  |       |  |  |                                       |  |  |                                        |  |
|                                            |                                               | Sibilla de Colsoni            |                                        |  |  |       |  |  |                                       |  |  |                                        |  |
|                                            |                                               |                               |                                        |  |  |       |  |  |                                       |  |  |                                        |  |
|                                            |                                               | …                             |                                        |  |  |       |  |  |                                       |  |  |                                        |  |
| Giuseppe Archinto, VI marchese di Parona   |                                               |                               |                                        |  |  |       |  |  |                                       |  |  |                                        |  |
|                                            | Giovanni Battista Manfredi, marchese Manfredi |                               |                                        |  |  |       |  |  |                                       |  |  |                                        |  |
|                                            |                                               |                               |                                        |  |  |       |  |  |                                       |  |  |                                        |  |
|                                            |                                               |                               |                                        |  |  |       |  |  |                                       |  |  |                                        |  |
| Giuseppe Manfredi, marchese Manfredi       |                                               |                               |                                        |  |  |       |  |  |                                       |  |  |                                        |  |
|                                            |                                               | Marianna Pardo                | Felice Pardo                           |  |  |       |  |  |                                       |  |  |                                        |  |
|                                            |                                               | Marianna Pardo                | Felice Pardo                           |  |  |       |  |  |                                       |  |  |                                        |  |
|                                            |                                               | Marianna Pardo                | Margherita Lodi                        |  |  |       |  |  |                                       |  |  |                                        |  |
| Marianna Manfredi                          |                                               | Marianna Pardo                |                                        |  |  |       |  |  |                                       |  |  |                                        |  |
|                                            |                                               |                               |                                        |  |  |       |  |  |                                       |  |  |                                        |  |
|                                            |                                               |                               |                                        |  |  |       |  |  |                                       |  |  |                                        |  |
|                                            |                                               |                               |                                        |  |  |       |  |  |                                       |  |  |                                        |  |
| Barbara Raimondi                           |                                               |                               |                                        |  |  |       |  |  |                                       |  |  |                                        |  |
|                                            |                                               |                               |                                        |  |  |       |  |  |                                       |  |  |                                        |  |
|                                            |                                               |                               |                                        |  |  |       |  |  |                                       |  |  |                                        |  |
|                                            |                                               |                               |                                        |  |  |       |  |  |                                       |  |  |                                        |  |
|                                            |                                               |                               |                                        |  |  |       |  |  |                                       |  |  |                                        |  |